# Leon Drożyński
Leon Drożyński (ur. 27 marca 1881 w Kobylnikach, zm. 12 marca 1948 w Poznaniu) – polski lekarz dermatolog, podpułkownik Wojska Polskiego, społecznik i członek Poznańskiego Towarzystwa Przyjaciół Nauk.

## Życiorys
Uzyskał doktoraty z filozofii i medycyny. Był inicjatorem i prezesem Towarzystwa Eugenicznego w Poznaniu. Był również długoletnim przewodniczącym Wydziału Lekarskiego Poznańskiego Towarzystwa Przyjaciół Nauk.
Był majorem lekarzem Armii Cesarstwa Niemieckiego i starszym ordynatorem oddziału skórno-wenerycznego 7 Szpitala Okręgowego w Poznaniu (od 1922). Uczestnik powstania wielkopolskiego 1918–1919. 
W okresie II wojny światowej więzień obozu przesiedleńczego (Lager Glowna) na Głównej w Poznaniu. 
Zmarł w 1948 w Poznaniu, został pochowany na cmentarzu Zasłużonych Wielkopolan (kwatera 4-79).

## Publikacje
- Leczenie chorób wenerycznych w warunkach wojennych, Warszawa 1932.
- Beiträge zur Kenntnis der Meningomyelitis chronica syphilitica – Uniwersytet w Lipsku – 1908 (niem.)[6]

## Ordery i odznaczenia
- Złoty Krzyż Zasługi (10 listopada 1928)[7]